# Фурнерий (лунный кратер)
Кратер Фурнерий  (лат. Furnerius) — большой древний ударный кратер в южном полушарии видимой стороны Луны. Название присвоено в честь французского картографа, навигатора и математика Жоржа Фурнье (1595 — 1652); утверждено Международным астрономическим союзом в 1935 г. Образование кратера относится к донектарскому периоду.

## Описание кратера

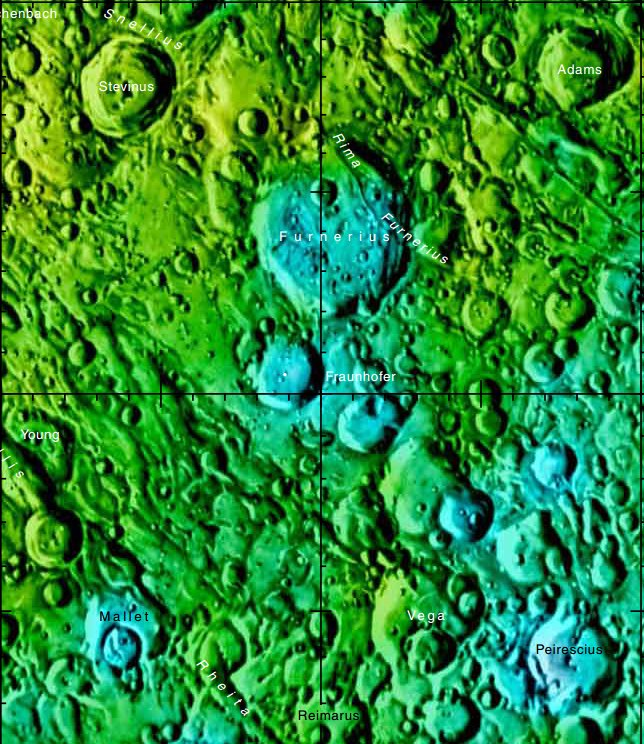
Окрестности кратера Фурнерий. Фрагмент карты видимой стороны Луны.

Ближайшими соседями кратера Фурнерий являются кратер Юнг на западе-юго-западе; кратер Стевин на северо-западе; кратер Адамс на северо-востоке и кратер Фраунгофер на юге. Северо-восточная часть чаши кратера прорезана бороздой Фурнерия; на западе от кратера находится долина Рейта; на северо-востоке - борозды Хазе. Селенографические координаты центра кратера 36°00′ ю. ш. 60°32′ в. д. / 36° ю. ш. 60,54° в. д., диаметр 135,0 км, глубина 3920 м.
Кратер Фурнерий имеет полигональную форму и значительно разрушен. Вал сглажен и отмечен множеством небольших кратеров, северо-восточная часть вала почти сравнялась с окружающей местностью, тем не менее отдельный пик в северной части вала достигает высоты 3500 м. Дно чаши пересеченное, за исключением небольшой области в центре чаши, которая затоплена и выровнена темной базальтовой лавой. Северо-западнее центра чаши расположен приметный крупный сателлитный кратер Фурнерий B. В северо-восточной части расположена борозда Фурнерия длиной около 50 км, которая пересекает северную часть вала, продолжаясь немного за пределами вала.

## Сателлитные кратеры
| Фурнерий | Координаты                                            | Диаметр, км |
| -------- | ----------------------------------------------------- | ----------- |
| A        | 33°32′ ю. ш. 59°02′ в. д. / 33,54° ю. ш. 59,03° в. д. | 11,2        |
| B        | 35°26′ ю. ш. 59°56′ в. д. / 35,44° ю. ш. 59,94° в. д. | 21,8        |
| C        | 33°44′ ю. ш. 57°43′ в. д. / 33,74° ю. ш. 57,72° в. д. | 21,2        |
| D        | 37°04′ ю. ш. 55°52′ в. д. / 37,06° ю. ш. 55,87° в. д. | 16,4        |
| E        | 34°47′ ю. ш. 57°14′ в. д. / 34,78° ю. ш. 57,24° в. д. | 22,3        |
| F        | 36°06′ ю. ш. 64°07′ в. д. / 36,1° ю. ш. 64,12° в. д.  | 52,1        |
| G        | 38°08′ ю. ш. 65°22′ в. д. / 38,14° ю. ш. 65,36° в. д. | 33,7        |
| H        | 37°35′ ю. ш. 69°37′ в. д. / 37,59° ю. ш. 69,62° в. д. | 44,0        |
| J        | 34°50′ ю. ш. 63°53′ в. д. / 34,84° ю. ш. 63,88° в. д. | 26,8        |
| K        | 38°07′ ю. ш. 67°57′ в. д. / 38,12° ю. ш. 67,95° в. д. | 36,2        |
| L        | 38°36′ ю. ш. 69°54′ в. д. / 38,6° ю. ш. 69,9° в. д.   | 14,0        |
| N        | 33°34′ ю. ш. 60°56′ в. д. / 33,57° ю. ш. 60,94° в. д. | 10,0        |
| P        | 37°55′ ю. ш. 61°42′ в. д. / 37,92° ю. ш. 61,7° в. д.  | 17,6        |
| Q        | 39°29′ ю. ш. 67°14′ в. д. / 39,49° ю. ш. 67,24° в. д. | 30,6        |
| R        | 39°56′ ю. ш. 68°58′ в. д. / 39,94° ю. ш. 68,97° в. д. | 15,8        |
| S        | 39°08′ ю. ш. 67°55′ в. д. / 39,13° ю. ш. 67,91° в. д. | 17,0        |
| T        | 37°53′ ю. ш. 62°56′ в. д. / 37,88° ю. ш. 62,93° в. д. | 10,2        |
| U        | 35°45′ ю. ш. 68°17′ в. д. / 35,75° ю. ш. 68,29° в. д. | 17,5        |
| V        | 35°43′ ю. ш. 65°30′ в. д. / 35,72° ю. ш. 65,5° в. д.  | 59,2        |
| W        | 37°18′ ю. ш. 70°59′ в. д. / 37,3° ю. ш. 70,99° в. д.  | 20,0        |
| X        | 33°53′ ю. ш. 63°28′ в. д. / 33,88° ю. ш. 63,46° в. д. | 8,8         |
| Y        | 34°12′ ю. ш. 65°01′ в. д. / 34,2° ю. ш. 65,01° в. д.  | 11,8        |
| Z        | 33°29′ ю. ш. 62°56′ в. д. / 33,49° ю. ш. 62,94° в. д. | 8,7         |

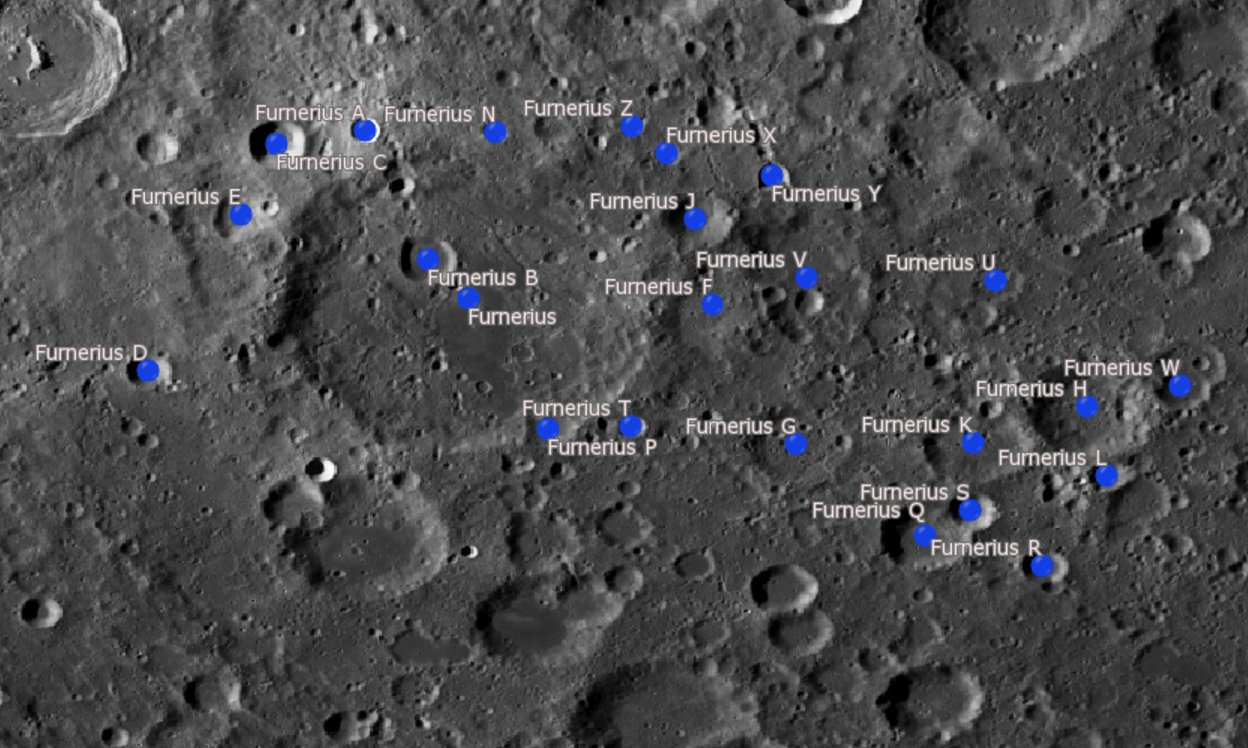
Снимок зонда Lunar Reconnaissance Orbiter.

- Образование сателлитного кратера Фурнерий Q относится к нектарскому периоду[1].
- Сателлитный кратер Фурнерий C включен в список кратеров с яркой системой лучей Ассоциации лунной и планетарной астрономии (ALPO)[6] (по видимому это ошибка, должен быть сателлитный кратер Фурнерий A).

## Места посадок космических аппаратов
- 10 апреля 1993 года приблизительно в 70 км к северо-западу от кратера Фурнерий, в точке с селенографическими координатами 34°18′ ю. ш. 55°36′ в. д. / 34,3° ю. ш. 55,6° в. д.G, столкнулась с поверхностью Луны после сведения с орбиты японская автоматическая межпланетная станция «Хитэн».

## См.также
- Список кратеров на Луне
- Лунный кратер
- Морфологический каталог кратеров Луны
- Планетная номенклатура
- Селенография
- Минералогия Луны
- Геология Луны
- Поздняя тяжёлая бомбардировка